# Норте-Чико (Чилі)

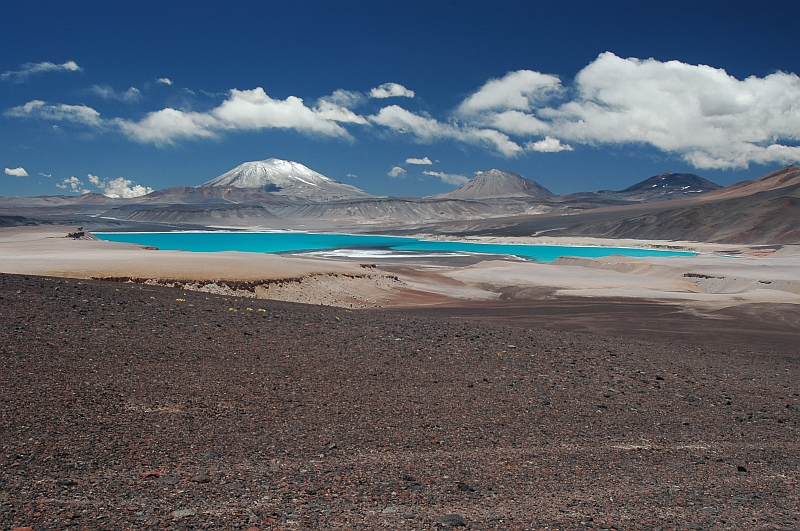
Nevado de Incahuasi

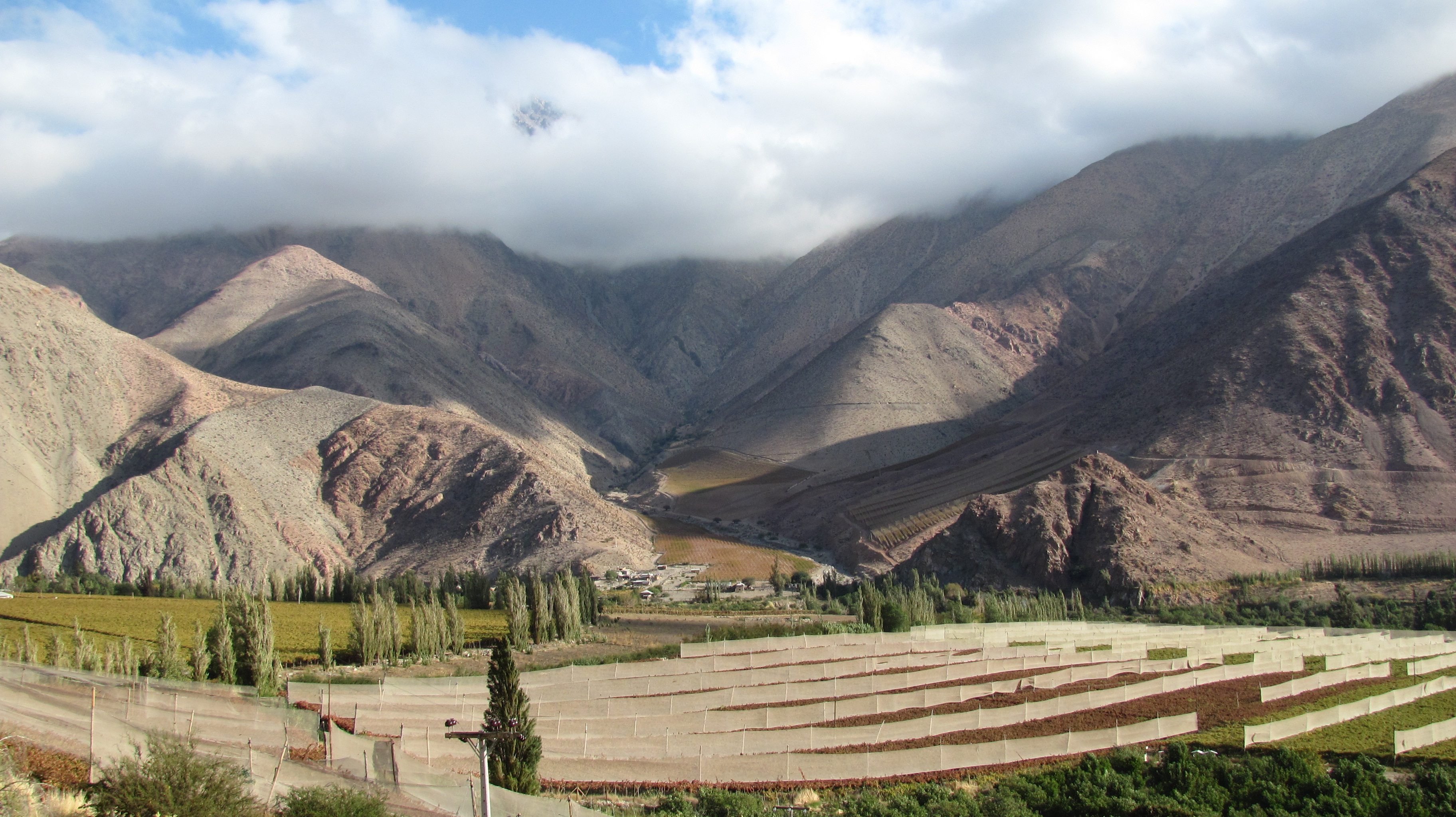
Долина Ельке

Норте-Чико (Близька Північ) — один з п'яти природних територіальних комплексів, на які згідно CORFO поділене континентальне Чилі у 1950 році. На півночі межує з Норте-Гранде, на заході омивається Тихим океаном, на сході обмежено горами Анди і кордоном Аргентини, на півдні — природним територіальним комплексом Зона Централь. Хоча з суто географічної точки зору, цій терен розташовано між річками Копіапо і Аконкагуа, традиційно Норте Чико включає регіони Атакама і Кокімбо. Історично цей природний регіон був домівкою для індіанців діагіта.

## Географія
Норте-Чико простягається від південної межі пустелі Атакама близько 32° південної широти, або просто на північ від Сантьяго. Це напівпустельний регіон, що отримує в середньому близько 25 мм опадів протягом кожного з чотирьох зимових місяці, і решту протягом року. На півночі постійно зазнає посух. Температура помірна, в середньому 18,5° C влітку і близько 12° C взимку на рівні моря. Зимові дощі і тягнення снігу, який накопичується в Андах, утворюють річки, потік яких змінюється залежно від сезону, але які несуть воду цілий рік. Схили Анд уривисті, загальна поверхня горбиста, на півночі височина і узбережжя безплідні.
Як і в районах Крайньої Півночі (Норте-Гранде), в прибережних районах Близької Півночі є мікроклімат. Місцями де океанічна волога конденсується і випадає дощем існують Вальдивійські помірні дощові ліси. Файний приклад — Національний парк Боске-Фрай-Хорхе. В місцях де річкові долини крають прибережне плато, морська волога проникає у глиб материка чим підвищує вологість. На височині схили покриті чагарниками і кактусами різних видів.
Норте Чико є високогірним районом, де пасма перетинають країну від Анд до узбережжя, утворюючи поперечні долини надзвичайної краси і родючості. Найвідомішим з них є Долина Ельке. Глибокі поперечні долини забезпечують великі області для тваринництва і, найголовніше, плодівництва, яке розпочалось починаючи з середини 1970-х. Майже все чилійське піско виготовляється на Близькій Півночі (чилійські закони визначають піско як напій, виготовлений на Близькій Півночі).
Деякі області Норте Чико мають вельми сухе повітря і незначну хмарність, що робить їх відмінним місцем для телескопів. Відомі астрономічні обсерваторії в районі є Обсерваторія Серро-Тололо і Обсерваторія Ла-Сілья.